# Iver Lawson
Iver Lawson (ur. 1 lipca 1879 w Norrköping, Szwecja jako Yvar Larsson – zm. 2 lipca 1937 w Provo, Stany Zjednoczone) – amerykański kolarz torowy, złoty medalista mistrzostw świata.

## Kariera
Największy sukces w karierze Iver Lawson osiągnął w 1904 roku, kiedy zdobył złoty medal w sprincie indywidualnym zawodowców podczas mistrzostw świata w Londynie. W zawodach tych wyprzedził bezpośrednio broniącego tytułu Duńczyka Thorvalda Ellegaarda oraz Niemca Henry'ego Mayera. Był to jednak jedyny medal wywalczony przez Lawsona na międzynarodowej imprezie tej rangi. Wielokrotnie stawał na podium zawodów cyklu Six Days, odnosząc przy tym trzy zwycięstwa. Nigdy nie wystąpił na igrzyskach olimpijskich.